# 喬博塔里夫卡
46°40′8″N 30°33′49″E / 46.66889°N 30.56361°E
喬博塔里夫卡（烏克蘭語：Чоботарівка）是位於烏克蘭西南部的村莊，由敖德萨州敖德萨区的烏薩托韋市鎮負責管轄。該村始建於1785年，面積1.08平方公里，海拔高度31米，2001年人口247，人口密度每平方公里228.7人。